# غوريلا الأنهر
غوريلا الأنهر نويع من الغوريلا الغربية . في عام 2009 ، قد أسرت أخيراً من جبال الغابات في الكاميرون.

## الوصف
تختلف غوريلا الأنهر عن غوريلا الأراضي الغربية المنخفضة في كل من مقاييس الجمجمة والأسنان . بناء على هذه الاختلافات، وصفت غوريلا الأنهر وهو نوع فرعي متميزة في عام 
2000 .